# 朱良漪
朱良漪（1920年—？），男，江苏扬州人，中国仪器仪表工程技术专家，曾任国家仪器仪表工业总局副总局长，中国仪器仪表学会分析仪器分会理事长。